# Monument Nacional del Canyó de Chelly

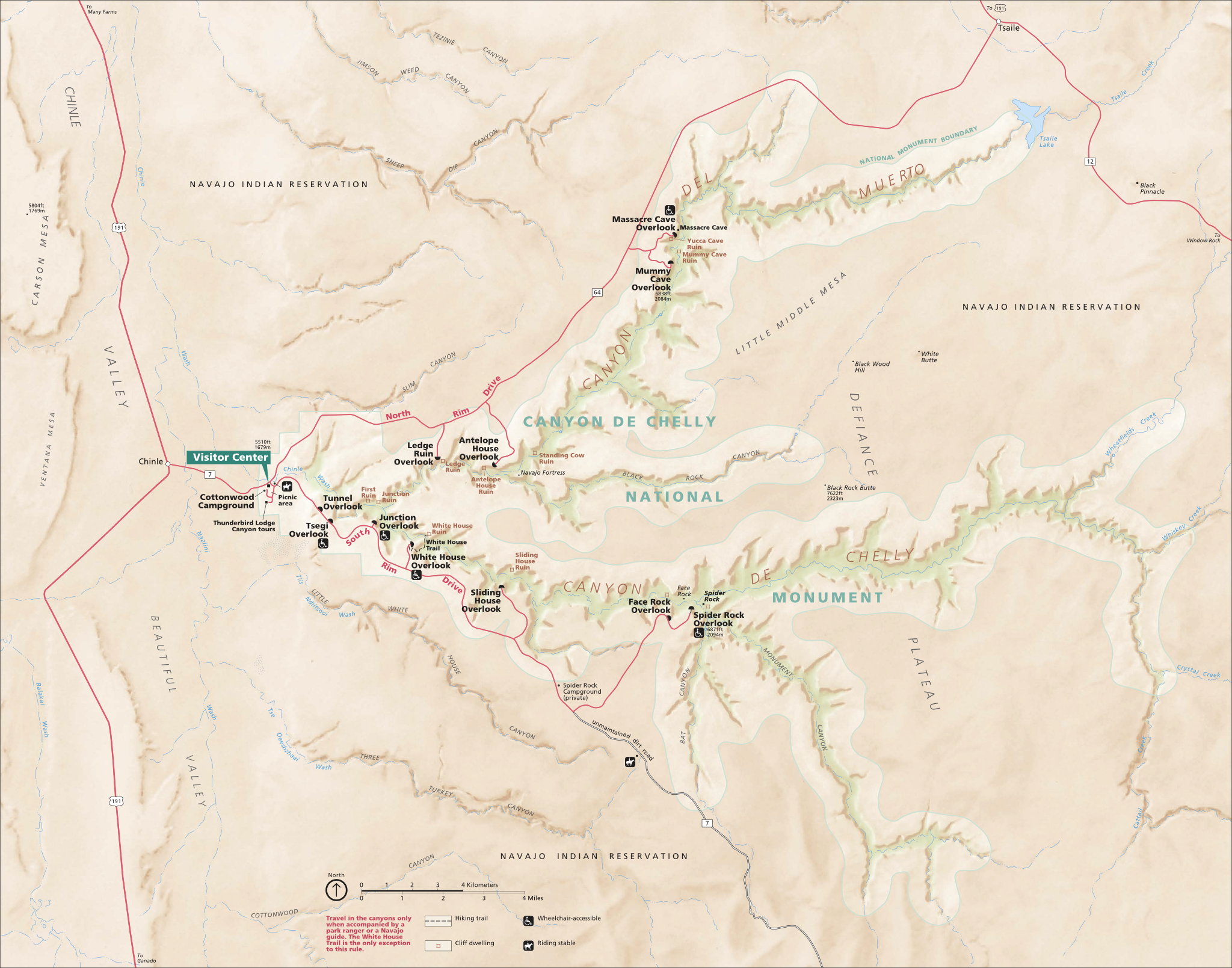
Mapa del Monument Nacional del Canyó de Chelly

El Monument Nacional del Canyó de Chelly (Canyon de Chelly National Monument (anglès), Cañon de Chelly o Cañon de Chelley (castellà), Tséyi' [Canyó Rocós] (navajo)) és una unitat del Servei de Parcs Nacionals situat al nord-est d'Arizona (Estats Units) dins dels límits de la Nació Navajo. Hi ha ruïnes d'habitatges dels indis pueblo ancestrals construïts entre l'any 350 i 1300 dC localitzats als costats dels tres canyons dins del monument nacional i a la base dels seus penya-segats vermells escarpats. Encara avui en dia, hi ha famílies navajo que viuen als canyons.
El Servei de Parcs Nacionals i la Nació Navajo treballen junts per administrar els recursos dels canyons. Aproximadament 40 famílies navajo conreen les terres del monument nacional i hi crien bestiar. L'accés al fons del canyons es restringeix generalment i els visitants són permesos anar als fons només si van acompanyats amb guardaboscos o guies autoritzats navajo amb l'excepció del sender White House Ruin. La comunitat navajo gestiona el Sacred Canyon Lodge situat al monument que proporciona allotjaments i menjars als visitants.